# 富尔克雷
富尔克雷（法語：Foulcrey，法語發音：[fulkʁɛ]）是法国摩泽尔省的一个市镇，属于萨尔堡-萨兰堡区。

## 地理
富尔克雷（48°38'16"N, 6°51'26"E）面积12.34 平方千米，位于法国大東部大區摩泽尔省，该省份为法国东北部内陆省份，是洛林的一部分，西南接默尔特-摩泽尔省，东临下莱茵省，北与卢森堡和德国接壤。
与富尔克雷接壤的市镇（或旧市镇、城区）包括：阿夫里库尔、戈涅、伊涅、阿夫里库尔、贡德雷克桑日、伊比尼、雷希库尔堡、里什瓦勒。

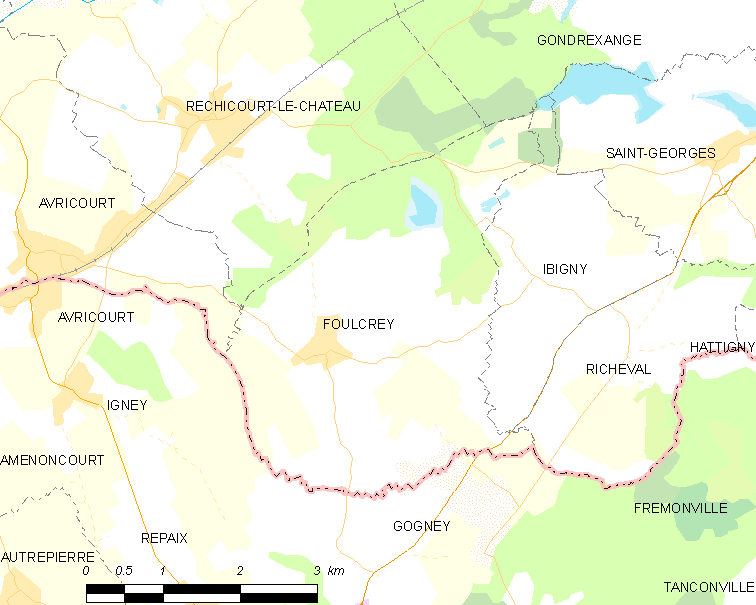
富尔克雷的OSM定位图

富尔克雷的时区为UTC+01:00、UTC+02:00（夏令时）。

## 行政
富尔克雷的邮政编码为57830，INSEE市镇编码为57229。

## 政治
富尔克雷所属的省级选区为萨尔堡县。

## 人口

1962-2008年间富尔克雷人口变化图示

富尔克雷于2022年1月1日时的人口数量为157人。